# 24297 Jonbach
24297 Jonbach è un asteroide della fascia principale. Scoperto nel 1999, presenta un'orbita caratterizzata da un semiasse maggiore pari a 2,6823072 UA e da un'eccentricità di 0,0518419, inclinata di 6,77011° rispetto all'eclittica.